# 主イデアルに関する昇鎖条件
抽象代数学において、昇鎖条件は包含関係による半順序が入った環の主左、主右、あるいは主両側イデアルの半順序集合に適用することができる。主イデアルに関する昇鎖条件 (ascending chain condition on principal ideals) （ACCP と省略される）が満たされるとは、環において与えられたタイプ（左／右／両側）の主イデアルの真の無限昇鎖が存在しないということである。あるいは別の言い方をすれば、すべての昇鎖はやがて一定になる。
片割れである降鎖条件もまたこれらの半順序集合に適用することができるが、しかし用語 "DCCP" の必要は現在は全くない、なぜならばそのような環は既に左あるいは右完全環という名前がついているからである。（下の非可換環の節を参照。）
ネーター環（例えば単項イデアル整域）は典型的な例であるが、いくつかの重要な非ネーター環、特に一意分解整域と左または右完全環もまた (ACCP) を満たす。

## 可換環
ネーター整域において 0 でない非単元は既約元に分解するということはよく知られている。このことの証明は (ACC) ではなく (ACCP) のみに頼っているので、(ACCP) の成り立つ任意の整域において、既約元分解が存在する。（言い換えると、(ACCP) の成り立つ任意の整域は原子整域である。しかし逆は、(Grams 1974) において証明されているように、間違いである。）そのような分解は一意でないかもしれない。分解の一意性を証明する通常の方法はユークリッドの補題を使うが、これは因子が単に既約であるだけでなく素元であることを要求する。実際、次の特徴づけがある： A を整域とする。このとき以下は同値である。
1. A は UFD である。
2. A は (ACCP) を満たし、A のすべての既約元は素元である。
3. A は (ACCP) を満たすGCD整域である。

いわゆる永田判定法 (Nagata criterion) が (ACCP) を満たす整域 A に対して成り立つ： S を素元で生成される A の乗法的閉部分集合とする。局所化 S−1A が UFD であれば、A も UFD である。(Nagata & 1975, Lemma 2.1) （これの逆は自明であることを注意しよう。）
整域 A が (ACCP) を満たすことと多項式環 A[t] が (ACCP) を満たすことは同値である。A が整域でないとき類似の主張は誤りである。
すべての有限生成イデアルが主であるような整域（すなわちベズー整域）が (ACCP) を満たすこととそれが主イデアル整域であることは同値である。
定数項が整数であるすべての有理係数多項式からなる環 Z+XQ[X] は (ACCP) を満たさない整域（実は GCD 整域）の例である、というのも主イデアルの鎖
{\displaystyle (X)\subset (X/2)\subset (X/4)\subset (X/8),...}
は無限に続くからである。

## 非可換環
非可換の場合には、右 ACCP と左 ACCP を区別する必要が出てくる。前者は xR の形のイデアルの半順序集合が昇鎖条件を満たすということを要求するだけであり、後者は Rx の形のイデアルの半順序集合を検査するだけである。
今は "Bass' Theorem P" と呼ばれている、(Bass 1960) にある Hyman Bass による定理は、環 R の主左イデアルについての降鎖条件は R が右完全環であることと同値であることを示した。D. Jonah は (Jonah 1970) において ACCP と完全環の間に side-switching connection が存在することを示した。R が右完全（右 DCCP を満たす）ならば R は左 ACCP を満たすことと、対称的に、R が左完全（左 DCCP を満たす）ならば右 ACCP を満たすことが示された。逆は正しくなく、上の左と右の切り替えは打ち間違いではない。
ACCP が R の右側について成り立とうと左側について成り立とうと、それは R が 0 でない直交冪等元の無限集合を持たないことと R がデデキント有限環であることを意味する。